# Axiom Mission 2
Axiom Mission 2 (AX-2) es una misión espacial de Axiom Space cuyos primeros miembros de la tripulación fueron anunciados en mayo de 2021. La tripulación incluye a Peggy Whitson como comandante y John Shoffner como piloto.

## Tripulación
Fue el segundo vuelo totalmente privado a la ISS de la empresa Axiom Space, con Peggy Whitson, ex-astronauta de la NASA, como astronauta profesional de Axiom y comandante de la misión, un piloto americano, John Shoffner y dos ciudadanos saudíes, el piloto e ingeniero Ali Alqarni y la investigadora biomédica Rayyanah Barnawi, que es la primera mujer saudí de la historia en llegar al espacio. Este vuelo fue posibilitado por el gobierno de Arabia Saudí, contratando el vuelo con Axiom Space, el cual eligió a los tripulantes y sus reservas en una comisión para el espacio saudí para promover la ciencia y las carreras STEM en los países árabes.
| Puesto                   | Viajero espacial                        | Viajero espacial                        |
| ------------------------ | --------------------------------------- | --------------------------------------- |
| Comandante de la nave    | Peggy Whitson, Axiom Space Cuarto vuelo | Peggy Whitson, Axiom Space Cuarto vuelo |
| Piloto                   | John Shoffner Primer vuelo              | John Shoffner Primer vuelo              |
| Especialista de Misión 1 | Rayyanah Barnawi primer vuelo           | Rayyanah Barnawi primer vuelo           |
| Especialista de Misión 2 | Ali Alqarni primer vuelo                | Ali Alqarni primer vuelo                |

| Puesto                   | Astronauta                            | Astronauta                            |
| ------------------------ | ------------------------------------- | ------------------------------------- |
| Comandante               | / Miguel López-Alegría, Axiom Space   | / Miguel López-Alegría, Axiom Space   |
| Piloto                   | Walter Viladei, Fuerza Aérea Italiana | Walter Viladei, Fuerza Aérea Italiana |
| Especialista de Misión 1 | Mariam Fardous                        | Mariam Fardous                        |
| Especialista de Misión 2 | Ali AlGhamdi                          | Ali AlGhamdi                          |